# Geert de Vlieger
Geert de Vlieger (Dendermonde, 16 de octubre de 1971) es un exfutbolista belga. Jugaba de portero y fue profesional entre 1989 y 2011.

## Selección nacional
Fue internacional con la selección de fútbol de Bélgica en 43 ocasiones.

### Participaciones en Copas del Mundo
| Mundial                        | Sede                  | Resultado        |
| ------------------------------ | --------------------- | ---------------- |
| Copa Mundial de Fútbol de 2002 | Corea del Sur y Japón | Octavos de final |

## Clubes
| Club                   | País         | Año       |
| ---------------------- | ------------ | --------- |
| KSK Beveren            | Bélgica      | 1989-1995 |
| Anderlecht             | Bélgica      | 1995-1999 |
| KRC Harelbeke (cedido) | Bélgica      | 1998-1999 |
| Willen II              | Países Bajos | 2000-2004 |
| Manchester City        | Inglaterra   | 2004-2006 |
| SV Zulte Waregem       | Bélgica      | 2006-2008 |
| Club Brujas            | Bélgica      | 2008-2011 |